# Ágnes Sós

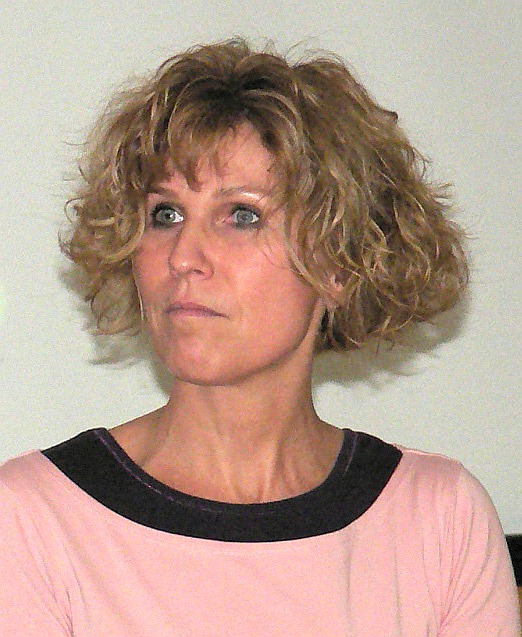
Ágnes Sós 2011.

Ágnes Sós, född i Budapest, är en ungersk filmregissör. Hon utbildade sig ursprungligen till ekonom men fick arbete vid Magyar Televízió 1990. Sedan dess har hon gjort runt 20 dokumentärfilmer. Hennes film Szerelempatak ("kärleksbäck") från 2013 visades vid Internationella dokumentärfilmsfestivalen i Amsterdam. Den handlar om kvinnor i 80-årsåldern i Transsylvanien som berättar frispråkigt om sitt kärleksliv.